# Ronald McNair
Ronald Ervin McNair (21. oktober 1950 – 28. januar 1986) var en amerikansk astronaut, der døde i ulykken med rumfærgen Challenger.

## Trivia
- Den franske synthesizer-guru Jean Michel Jarre dedikerede sit nummer Last Rendez-Vous til McNair, idet det var planen at McNair skulle spille saxofondelen ved Jarres koncert i Houston i 1986.